# Висока (Стшелецки окръг)
Вижте пояснителната страница за други значения на Висока.
Висо̀ка (на полски: Wysoka; на немски: Wyssoka) е село в Южна Полша, Ополско войводство, Стшелецки окръг, Община Лешница. Според Полската статистическа служба към 31 декември 2009 г. селото има 373 жители.

## Местоположение
Разположено е на около 6 km северно от общинския център Лешница.

## Забележителности
В Регистъра за недвижимите паметници на Националния институт за наследството са вписани:
- Църква „Свети Флориан от Лорх“
- Къщи от XVIII/XIX